# Иван Халачев
Иван Халачев е български политик от Народнолибералната партия.

## Биография
Роден е през 1860 година във Велико Търново. По време на Руско-турската война от 1877 – 1878 година е опълченец. В периода 1880 – 1886 година е председател на окръжния съд във Велико Търново и става член на Либералната партия. През 1886 година е един от активните участници в контрапреврата за връщане на Александър I Батенберг на престола. В периода 1907 – 1908 година е министър на обществените сгради, пътищата и съобщенията. През 1911 година е съден от Държавен съд за злоупотреби. Умира на 19 февруари 1936 г. в дома си в София.